# Les Cinq Brigands de l'Ouest
Série
Le Gang des rebelles
(1972)
Pour plus de détails, voir Fiche technique et Distribution.
Les Cinq Brigands de l'Ouest (Spirito Santo e le 5 magnifiche canaglie) est un western spaghetti italien sorti en 1972, réalisé par Roberto Mauri.
C'est le troisième film d'une trilogie dont le lien apparaît davantage dans les titres en italien : Spirito Santo e le 5 magnifiche canaglie suit Bada alla tua pelle, Spirito Santo! (1972) après ...e lo chiamarono Spirito Santo (1971). Toutefois, les scénarios n'exigent pas que l'on voie les trois à la suite.

## Synopsis
Le responsable de l'Agence immobilière Powers et d'autres notables de Springfield, Texas, engagent Spirito Santo pour capturer un hors-la-loi. Il s'agit du dit Solitario, qui vole des armes à l'armée en attaquant des convois militaires. Il attaque ces convois seul, masqué de noir. Il revend ensuite les armes à un général mexicain qui veut prendre le pouvoir au Mexique.
En cours de route vers le village, Spirito Santo a rejoint Elisabeth, laquelle avait achevé son cheval, mordu par un serpent venimeux. Elisabeth est une cousine de Powers. 
Spirito Santo accepte le contrat proposé par les notables, à condition de pouvoir récupérer son équipe avant de se lancer à la recherche de Solitario. Sur le conseil du shérif, Spirito Santo se met en quête du pasteur Dillingher qui pourrait l'informer. Mais celui-ci a été pris par deux bandits qui ont prévu de le faire sauter avec de la dynamite. Spirito Santo arrive à temps et rattrape les agresseurs : après un échange de coups de feu, le dernier survivant est tué par Solitario avant d'avoir pu révéler son identité. Le pasteur est touché aussi, mais parvient, avant de mourir, à indiquer à Spirito Santo le couvent de San Felipe, où se trouve un camarade de Spirito Santo, Diego D'Asburgo. Celui-ci faisait semblant d'être religieux, et il avait l'intention de voler un coffre, lequel s'avèrera vide. 
Une fois réunis, ils se mettent en quête des autres membres de leur ancienne équipe. Calogero le garibaldien a été éliminé par Solitario en cherchant à l'arrêter après un vol. Ils accompagnent sa veuve Consuelo qui attend l'arrivée de deux cousins siciliens, bien décidés à venger leur parent. Ils retrouvent Caccola l'inventeur en prison. C'est près d'un gué qu'ils retrouvent Morgan « le pirate », devenu passeur. Et enfin l'ancien pasteur anglican qui avait abandonné le ministère, ils le trouvent au fond d'un bordel.
L'équipe reconstituée échappe à une embuscade, puis Elisabeth leur annonce le départ anticipé du prochain convoi militaire, en même temps que ses doutes sur son cousin. Les deux siciliens, quant à eux, surveillent Powers et le shérif. Mais l'un d'entre eux, Carmelo, ayant suivi Powers, est tué juste après avoir découvert le repaire de Solitario.
Spirito Santo et son équipe suivent le convoi, assistent à l'attaque des Mexicains contre le convoi qui ne transportait en fait que des pierres. Solitario avait aussi été prévenu et se dirige vers le chariot civil qui contient en fait les armes. Spirito Santo le poursuit, mais c'est Solitario qui le capture avec l'intention de lui faire porter le chapeau. L'équipe parvient à le libérer et le dernier des Siciliens règle son compte à Solitario, vengeant ainsi son frère. En fait, c'était le shérif qui portait le costume de Solitario. 
Spirito Santo revient auprès de Powers pour encaisser l'argent du contrat. Mais Powers tente de le tuer, révélant que c'est lui le véritable Solitario. C'est alors qu'Elisabeth le tue et tente de s'enfuir avec l'argent du contrat, tuant au passage l'adjoint du shérif. Spirito Santo la rattrape et la tue, partageant ensuite la somme avec les membres de son équipe.

## Fiche technique
- Titre français : Les Cinq Brigands de l'Ouest
- Titre original italien : Spirito Santo e le 5 magnifiche canaglie
- Genre : western spaghetti
- Réalisation : Roberto Mauri
- Scénario : Roberto Mauri
- Production : Roberto Mauri pour Cepa Cinematografica
- Photographie : Tonino Maccoppi
- Montage : Adriano Tagliavia
- Effets spéciaux : Augusto Possanza
- Musique : Carlo Savina
- Décors : Emilio Zago
- Costumes : Elide Candidi
- Maquillage : Marisa Marconi
- Année de sortie : 1972
- Durée : 85 minutes
- Format d'image : 2.35:1
- Langue : italien
- Pays de production :  Italie
- Distribution en Italie : Indipendenti regionali
- Sortie en France : inédit à Paris, sorti en salle[Quand ?] en province[1]

## Distribution
- Vassili Karis : Spirito Santo
- Remo Capitani (sous le pseudo de Ray O'Connor) : Diego d'Asburgo
- Lincoln Tate : Powers
- Daria Norman : Elizabeth
- Aldo Berti : Caccola
- Giovanni Cianfriglia (sous le pseudo de Ken Wood) : Calogero, le garibaldien
- Angela Bo : Consuelo
- Salvatore Billa : Carmelo
- Giacomo De Michelis : Turiddu
- Fortunato Arena: un tueur
- Spartaco Battisti : général mexicain
- Tom Felleghy : colonel
- Paolo Magalotti : un tueur
- Gilberto Galimberti : prêtre défroqué
- Riccardo Pedrazzi : Morgan, le pirate